# Guillaume Tartas-Conques
 (juin 2022).
Guillaume Tartas-Conques est un homme politique français né le 3 décembre 1761 à Mézin (Lot-et-Garonne) et décédé le 29 décembre 1834 au même lieu.

## Biographie
Propriétaire agriculteur au moment de la Révolution, il est administrateur du district de Mézin et adjoint au maire. Président du canton en 1800, il est député de Lot-et-Garonne de 1803 à 1808, puis devient conseiller général et sous-préfet de Villeneuve-sur-Lot. Il cesse toute fonction publique sous la Restauration.

## Sources
- « Guillaume Tartas-Conques », dans Adolphe Robert et Gaston Cougny, Dictionnaire des parlementaires français, Edgar Bourloton, 1889-1891 [détail de l’édition]